# 9032 Tanakami
9032 Tanakami este un asteroid din centura principală de asteroizi.

## Descriere
9032 Tanakami este un asteroid din centura principală de asteroizi. A fost descoperit pe 23 noiembrie 1989 la Geisei de Tsutomu Seki. El prezintă o orbită caracterizată de o semiaxă mare de 2,29 ua, o excentricitate de 0,10 și o înclinație de 5,1° în raport cu ecliptica.